# أحمد طبارة

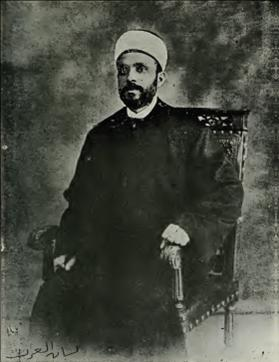
أحمد طبارة

أحمد بن حسن بن محيي الدين طبارة. (1288هـ = 1871م- 16 مايو 1916) صحفي من بيروت وأحد أعضاء جمعية بيروت الإصلاحية.
أسس صحيفة الاتحاد العثماني، ثم جريدة الإصلاح. حضر المؤتمر العربي الأول، وهو مؤتمر دعت له فرنسا لتوفير الشرعية للمطالبة بانسحاب العثمانيين من البلاد العربية، وذلك في عام 1913م وكان طبارة من أشد المناهضين للوجود العثماني في بلاد الشام.
في 30 يونيو 1913م اجتمع مع وزير الخارجية الفرنسي ج بييشون، ضمن وفد رأسه شكرى غانم، وصدر بعد ذلك الاجتماع بيان شكر لفرنسا بسبب عطفها واهتمامها بقضايا لبنان السياسية والاجتماعية وطلب الباين من فرنسا مد يد العون لإزالة ما بقي من الدولة العثمانية والمساهمة في التحرير من سلطة الباب العالي وتحقيق مطالب الإصلاح.
لدى عودته اتّهم بالعمالة للفرنسين. إلا أنه لم يثبت عليه أي أمر إلى أن قام فليب زلزل وهو مترجم القنصلية الفرنسية بإعطاء جمال باشا، والي الولايات السورية العثمانية، جميع المراسلات التي دارت وقتها بين الجمعيات العربية، وفرنسا، كان هذا الأمر كافيا للحكم على طبارة بالإعدام شنقاً في أحد ميادين بيروت.